# Instituto Nicaragüense de Seguridad Social
El Instituto Nicaragüense de Seguridad Social (INSS), creado en el año 1956 es una institución del Estado, que tiene el propósito de establecer mecanismos para proteger a los trabajadores nicaragüenses de las contingencias provenientes de la vida y del trabajo.
El conocido como Edificio INSS alberga sus oficinas centrales y se ubicada al costado oeste del antiguo Cementerio San Pedro Apóstol.
El Instituto Nicaragüense de Seguridad Social es parte de la membresía de la Conferencia Interamericana de Seguridad Social, organismo internacional técnico y especializado, que tiene el objetivo de fomentar el desarrollo de la protección y seguridad social en América.

## Historia
El INSS, creado el 2 de enero de 1956, durante la presidencia del General Anastasio Somoza García, mediante la Ley Orgánica de la Seguridad Social. En 1957, tras la aprobación de su reglamento de organización administrativa, comenzó a funcionar; cubriendo al sector público de Managua. Sus primeros tres asegurados fueron: Luis Somoza Debayle, Anastasio Somoza Debayle, y Hope Portocarrero de Somoza.
En 1963 el INSS inauguró su primer hospital, de carácter muy moderno, en la ciudad de León. Inicialmente se crearon dos "ramas" del seguro: las prestaciones por Invalidez, Vejez y Muerte (IVM) y las prestaciones por Salud y Maternidad (Régimen Integral).
En 1972 el terremoto de Managua destruye el hospital que proporcionaba los servicios de salud detrás del cementerio de San Pedro, entonces los servicios de salud hospitalarios de los asegurados de Managua se trasladan a la ciudad de Jinotepe.
En 1976 se inaugura el hospital 14 de julio, ubicado en la zona oriental de la ciudad de Managua, destinado a la atención hospitalaria de la zona. 
Desde su fundación, hasta finales de la década de los años 1970, el INSS mantuvo un funcionamiento que se limitaba a 10 zonas urbanas del país, cubriendo a unos 9 mil pensionados, con un total de 120 mil asegurados, de los cuales un 10% eran mujeres.
Los dos últimos presidentes del INSS durante el gobierno del Presidente Somoza fueron, el Dr. Gilberto Pérez A. y el Dr. José Venancio Berríos.

### Revolución Popular Sandinista
En 1979, el INSS ocupaba el quinto puesto entre las instituciones de seguro social menos desarrolladas de Latinoamérica. Con el triunfo de la Revolución Popular Sandinista, el INSS fue reorganizado de forma integral, bajo la dirección de Reinaldo Antonio Téfel. Los servicios de salud entonces fueron transferidos por completo al Sistema Nacional Único de Salud, bajo dirección del Ministerio de Salud (MINSA). El sistema de salud pública sufría ya por el desabastecimiento de medicinas y la saturación del servicio, factores que provocaron la inconformidad de muchos asegurados, quienes exigían mejoras en calidad de los servicios de salud.
En 1982 el Seguro Social y el Bienestar Social se fusionaron, con el objetivo de resolver los problemas de sostenibilidad financiera, dando lugar al Instituto Nicaragüense de Seguridad Social y Bienestar (INSSBI). Para el año 1985, el INSSBI ya cubría todo el país, sin embargo la situación de la sanidad pública continuó viéndose directamente afectada por la hiperinflación económica que el país arrastraba desde agosto de 1984.
Entre los programas sociales de bienestar que ofrecía el INSSBI durante la revolución estaban: las vacaciones subsidiadas para los trabajadores a las playas de Miramar, El Velero y la Laguna de Apoyo, comedores infantiles, becas universitarias para personas con discapacidades visuales, capacitaciones técnicas para extrabajadoras sexuales y Centros de Desarrollo Infantil (CDI). El objetivo principal del Estado nicaragüense al incorporar los CDI a la Seguridad Social, era que los trabajadores tuvieran la posibilidad de dejar a sus niños ahí, durante los períodos laborales, lo cual facilitaría en gran medida la inserción laboral de las mujeres que eran madres.

### Periodo 1990-2006
El triunfo en 1990 de Violeta Barrios de Chamorro, da inicio a una reorganización del INSSBI, con el fin de crear un sistema provisional similar al chileno, el cual no ha sido tan efectivo, en el que se separan las funciones de financiamiento; de las funciones de prestación de los servicios de salud. Algunos programas del bienestar social fueron desapareciendo de manera gradual, pero el seguro no logró ser privatizado.
En relación con el sistema de pensiones, desde 1990 inició una larga discusión política para identificar los mecanismos de gestión y manejo más apropiados para el sistema. Es en este periodo cuando tiene lugar un crisis para los pensionados, que se dividen entre dos posiciones principales: 1) Privatizar el manejo de los fondos de pensiones y 2) Mantener las pensiones bajo a administración pública.
La creación del Fondo Nicaragüense de la Niñez y la Familia (FONIF) en 1995 supone la desaparición final del INSSBI, que pasa a convertirse nuevamente en el INSS, el cual administra los servicios de salud para los asegurados.

### Regreso de los sandinistas al poder
En 2006 el FSLN resultó vencedor en las elecciones generales, la Ley de Seguridad Social que debía entrar en vigencia en 2007, no fue aprobada por la Asamblea Nacional, por lo tanto el INSS continuó siendo regulado bajo el marco legal del Decreto 974 de 1982.
Hubo reformas con respecto al pago de los cheques de los pensionados, los cuales fueron centralizados por la Institución, para que fueran distribuidos por las sucursales, contrario a las políticas de las anteriores administraciones liberales, que designaban la gestión de los cheques a la banca privada, la cual cobraba una comisión de $30 centavos de dólar al INSS por cada cheque.
El año 2008 significó la apertura de varias sucursales en la capital del país, Managua; entre las que se encuentran la sucursal del MIGOB "José Benito Escobar".
Hubo reformas con respecto al pago de los cheques de los pensionados, los cuales fueron centralizados por la Institución, para que fueran distribuidos por las sucursales, contrario a las políticas de las anteriores administraciones neoliberales, que designaban la gestión de los cheques a banca privada, que cobraba una comisión de $30 centavos de dólar al INSS por cada cheque.

#### Reformas y protestas antigubernamentales de 2018
En febrero de 2018 el FMI recomendó al Gobierno de Daniel Ortega tomar medidas para corregir la crisis de déficit del INSS, enfatizando el aumentar la edad de jubilación como la mejor solución.
La reforma decretada por el gobierno el 16 de abril de 2018, para corregir el problema, consistió en un aumento general y gradual de las cotizaciones, patronales, laborales y estatales. del 6,25 % al 7 %, para los trabajadores y del 19% al 22,5% para los empleadores, además de una deducción del 5% en las pensiones, desestimando las recomendaciones del FMI de aumentar la edad de jubilación y la cantidad de semanas cotizadas. El COSEP, en representación del gran capital nicaragüense, rechazó las reformas, que aumentarían significativamente las cotizaciones de los empleadores, afirmando que tales medidas generarían más desempleo y afectarían el crecimiento y la competitividad.

Tasa de desempleo de Nicaragua (2010-2020).

Las protestas antigubernamentales, a las que se sumaron estudiantes y pensionados iniciaron el 18 de abril, denunciando el incremento de las cotizaciones y la deducción a los jubilados. Luego de una semana de protestas, el 22 de abril, el Gobierno anunció el inicio de un diálogo para llegar a un acuerdo, así como la cancelación de la reforma. Las protestas continuaron exigiendo el acuartelamiento de las fuerzas de seguridad, la renuncia del presidente y elecciones adelantadas. La misma postura se vio reflejada en cada sesión del Diálogo Nacional, iniciado el 16 de mayo de 2018, en donde los representantes del COSEP y los Sociedad Civil, designados por la Conferencia Episcopal, rechazaron hablar sobre los problemas económicos. El Gobierno acusó a grupos radicales de aprovechar la situación para generar inestabilidad en el país e intentar dar un golpe de Estado, con el apoyo financiero del Gobierno de los Estados Unidos.
Las protestas contra el Gobierno cesaron a finales de mayo, sin embargo la falta de acuerdos en el Diálogo Nacional y la posterior suspensión de las conversaciones, por parte de la Sociedad Civil; contribuyó a escalar la crisis económica en el país. El bloqueo del tránsito nacional e internacional, mediante los denominados tranques se mantuvo hasta julio de 2018, siendo estos desmontados con el uso de la fuerza por la Policía Nacional, apoyados por civiles armados leales al gobierno y trabajadores de las alcaldías municipales. Los acontecimientos ocurridos desde abril de 2018 generaron la subsecuente recesión económica, que finalmente agravó aún más la situación del déficit en la seguridad social.

#### Reformas de 2019
El 28 de enero de 2019, el Consejo Directivo del INSS aprobó nuevamente la reforma, el aumento de las cotizaciones pasó del 6.25% al 7%, sin ajustes graduales. La reforma también eliminó el límite mensual de las cotizaciones, anteriormente de C$96,841,56.

## Organización

### Sistema de Pensiones
Es una dependencia encargada de brindar las prestaciones económicas para el adulto mayor o cotizante.

### Servicios de Salud
La prestación de servicios de salud es financiada por el INSS a través del pago per cápita a instituciones proveedoras de servicios de salud públicas y privadas. Actualmente existe 53 de esas instituciones.

### Asistencia Social
El INSS proporciona servicios de asistencia social dirigidos principalmente a jubilados.